# 吉田正 (実業家)
吉田 正（よしだ ただし、1896年（明治29年）10月20日 - 1969年（昭和44年）8月19日）は、日本の政治家、実業家。衆議院議員。

## 経歴
長野県北安曇郡池田町村（現池田町）生まれ。旧制大町中学（現長野県大町高等学校）を経て、上海東亜同文書院商務科卒業。一旦は岩井産業（現日商岩井）に入社するが、すぐに帰郷し、1925年旧制池田実科中学（現長野県池田工業高等学校）教諭となる。
その後、農業界に転身し、全国農業会の常務理事として活躍する。同時に「協同党」を結成し、農民の代表として長野県第4区から第21回衆議院議員総選挙に当選する。
戦後、大政翼賛会の推薦議員のため公職追放となった
。追放解除後の第25回衆議院議員総選挙では日本社会党右派から立候補して当選。次の第26回衆議院議員総選挙で落選。その後は農山村問題の現実に取り組み、有畜農業の重要性に着眼し、名古屋製糖社長の横井広太郎の協力を得て1953年に協同乳業を創業した。次男の吉田亮は医学者で元千葉大学学長。